# ماريو فيراري
ماريو فيراري (بالإيطالية: Mario Ferrari)‏ هو كاتب سيناريو وممثل إيطالي، ولد في 3 سبتمبر 1894 بروما في إيطاليا، وتوفي بنفس المكان في 28 يونيو 1974.

## وصلات خارجية
- ماريو فيراري على موقع IMDb (الإنجليزية)
- ماريو فيراري على موقع ألو سيني (الفرنسية)
- ماريو فيراري على موقع أول موفي (الإنجليزية)
- ماريو فيراري على موقع قاعدة بيانات الأفلام السويدية (السويدية)
- ماريو فيراري على موقع قاعدة بيانات الفيلم (الإنجليزية)
- ماريو فيراري على موقع كينوبويسك (الروسية)